# Xerantherix
Xerantherix är ett släkte av insekter. Xerantherix ingår i familjen Anisacanthidae.
Kladogram enligt Catalogue of Life:
| Xerantherix | \| \| Xerantherix albogeniculata \| \| \| \| \| \| Xerantherix nossibianus \| \| \| \| \| \| Xerantherix parvipennis \| \| \| \| \| \| Xerantherix pinnatus \| \| \| \| |
|             | \| \| Xerantherix albogeniculata \| \| \| \| \| \| Xerantherix nossibianus \| \| \| \| \| \| Xerantherix parvipennis \| \| \| \| \| \| Xerantherix pinnatus \| \| \| \| |
|             | Amphiphasma |
|             | |
|             | Anisacantha |
|             | |
|             | Archantherix |
|             | |
|             | Cenantherix |
|             | |
|             | Leiophasma |
|             | |
|             | Paranisacantha |
|             | |
|             | Parectatosoma |
|             | |
|             | Parorobia |
|             | |
|             | Somacantha |
|             | |
|             | Xerantherix albogeniculata |
|             | |
|             | Xerantherix nossibianus |
|             | |
|             | Xerantherix parvipennis |
|             | |
|             | Xerantherix pinnatus |
|             | |

|  | Xerantherix albogeniculata |
|  |                            |
|  | Xerantherix nossibianus    |
|  |                            |
|  | Xerantherix parvipennis    |
|  |                            |
|  | Xerantherix pinnatus       |
|  |                            |